# مات إي. بيكر
مات إي. بيكر (بالإنجليزية: Matt E. Baker)‏ هو سياسي أمريكي، ولد في 24 يناير 1957 في الولايات المتحدة. حزبياً، نشط في الحزب الجمهوري. وقد انتخب عضو مجلس نواب بنسيلفانيا.

## وصلات خارجية
- الموقع الرسمي